# Cat Power

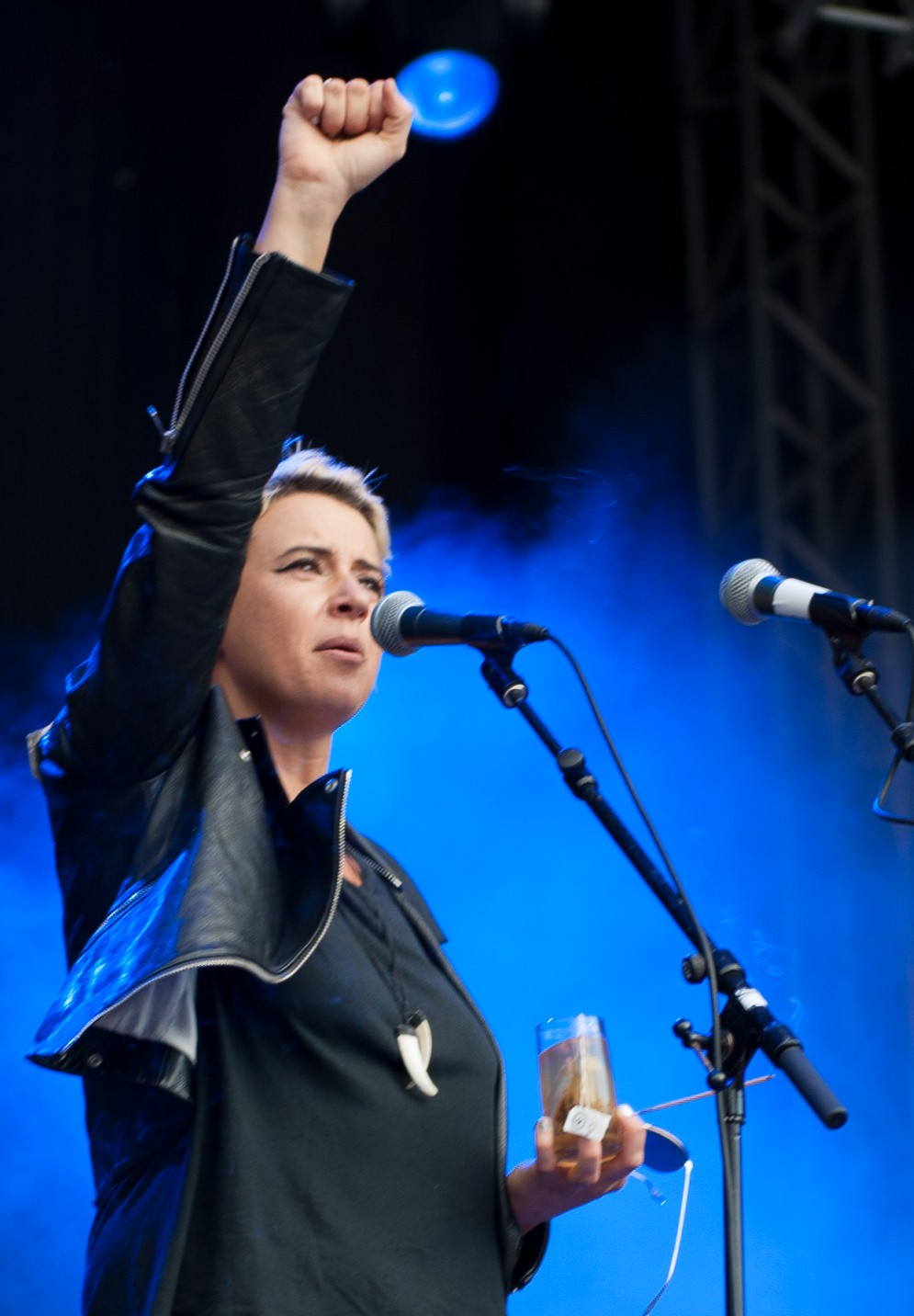
Cat Power in 2013.

Cat Power, artiestennaam van Charlyn Marie Marshall (Atlanta, 21 januari 1972), is een Amerikaanse singer-songwriter die bekendstaat om haar minimalistische (maar vaak pastorale) muziek, om haar spaarzame gitaar- en pianospel en om haar etherische stemgeluid in Zuid-Amerikaanse stijl.

## Loopbaan

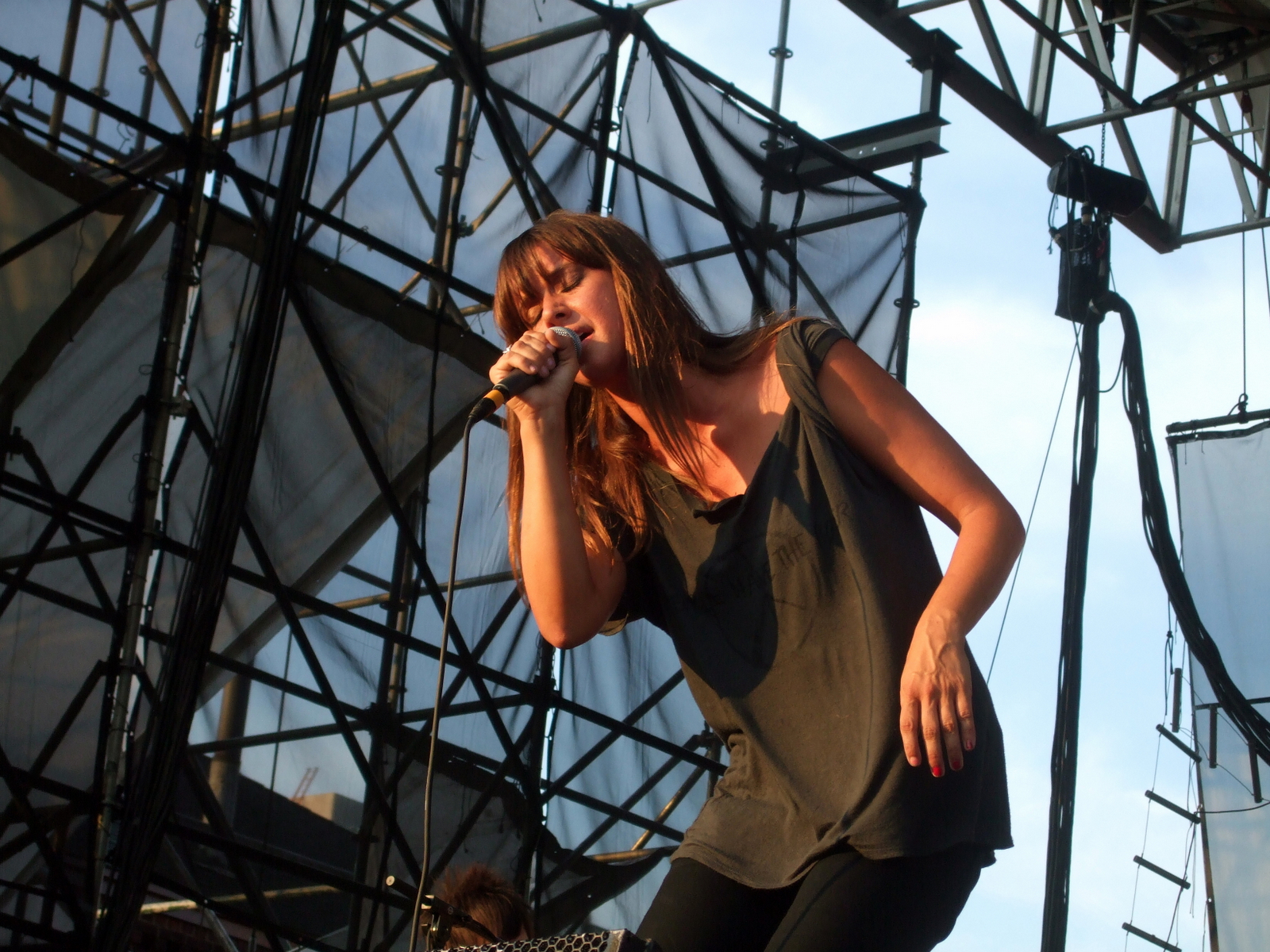
Cat Power, live in New York, 7 juli 2007

Marshall begon haar muziekcarrière onder de naam Cat Power nadat ze voortijdig van school was gegaan. Ze vertrok van Atlanta naar New York, waar ze Steve Shelley van Sonic Youth en Tim Foljahn van Two Dollar Guitar ontmoette. Zij moedigden haar aan een plaat op te nemen en speelden mee op Dear Sir en Myra Lee. Na What Would the Community Think, dat in 1996 uitkwam, stopte Marshall met spelen. Na een nacht in een  staat van half slaap en half bewustzijn te hebben verkeerd, schreef ze weer nieuwe liedjes, die terecht zouden komen op het album Moon Pix.
Na een aantal tournees werd Marshall het echter beu om haar eigen werk te spelen en begon ze steeds meer covers te spelen, die resulteerden in The Covers Record. Een aantal covers die niet op dit album terechtkwamen, speelde ze in een van de 'Peel Sessions' die werden uitgezonden op BBC Radio 1. Een van de bekendere covers van die sessie is Wonderwall, oorspronkelijk geschreven door Oasis.
In 2003 nam Marshall You Are Free op, een album met eigen werk waarop onder anderen Eddie Vedder en Dave Grohl meespeelden. In 2004 speelde ze in de video Speaking for Trees. In 2005 toerde Marshall door de hele wereld met uitverkochte solo-optredens. Ook speelde ze in het voorprogramma van Nick Cave in Australië. De liedjes die ze daar speelden kwamen uit op het album The Greatest (2006). Het was ook de periode waarin Marshall komaf maakte met haar alcohol- en drugsproblemen. Begin 2006 zegde ze verschillende optredens af wegens 'gezondheidsproblemen', maar in april begon ze weer met toeren.
In 2008 bracht Marshall het album Jukebox uit. Hier staan twee eigen liedjes op en covers van onder anderen Hank Williams, Bob Dylan, Nick Cave en Joni Mitchell.
In september 2012 verscheen Sun, Marshalls negende studioalbum. Muzikaal richt zij zich op dit album voor het eerst vooral op elektronica en keyboards. Wanneer ze solo een optreden geeft, speelt ze vooral graag bluescovers en vormt ze vaak haar eigen nummers in een nieuwe versie die anders is dan opnamen voor haar cd's en platen.
In oktober 2018 verscheen Wanderer. Op dit album verdwenen elektronica en keyboards weer naar de achtergrond. Een van de opvallendste nummers is het duet "Woman" met Lana Del Rey. Marshall brengt hierop tevens een versie van Rihanna's "Stay".

## Discografie

### Albums
- Dear Sir (1995, Plain Records)
- Myra Lee (1996, Smells Like Records)
- What Would the Community Think (1996, Matador Records)
- Moon Pix (1998, Matador Records)
- The Covers Record (2000, Matador Records)
- You Are Free (2003, Matador Records)
- The Greatest (2006, Matador Records)
- Jukebox (2008, Matador Records)
- Sun (2012, Matador Records)
- Wanderer (2018, Domino Records)
- Covers  (2022, Domino Records)
- Cat Power Sings Dylan: The 1966 Royal Albert Hall Concert (2023, Domino Records)

### Singles
- Headlights (1994)
- Nude as the News (1996)
- Undercover (2000)
- He War (2002)

### Films
- My Blueberry Nights (2007)

## Hitlijsten

### Albums
| Album met eventuele hitnotering(en) in de Nederlandse Album Top 100 | Datum van verschijnen | Datum van binnenkomst | Hoogste positie | Aantal weken | Opmerkingen |
| ------------------------------------------------------------------- | --------------------- | --------------------- | --------------- | ------------ | ----------- |
| Jukebox                                                             | 18-01-2008            | 26-01-2008            | 63              | 2            |             |
| Sun                                                                 | 31-08-2012            | 08-09-2012            | 49              | 2            |             |

| Album met hitnotering(en) in de Vlaamse Ultratop 200 albums | Datum van verschijnen | Datum van binnenkomst | Hoogste positie | Aantal weken | Opmerkingen |
| ----------------------------------------------------------- | --------------------- | --------------------- | --------------- | ------------ | ----------- |
| The greatest                                                | 20-01-2006            | 04-02-2006            | 25              | 9            |             |
| Jukebox                                                     | 18-01-2008            | 26-01-2008            | 7               | 10           |             |
| Sun                                                         | 31-08-2012            | 08-09-2012            | 5               | 19*          |             |

### Singles
| Single met hitnotering(en) in de Vlaamse Ultratop 50 | Datum van verschijnen | Datum van binnenkomst | Hoogste positie | Aantal weken | Opmerkingen |
| ---------------------------------------------------- | --------------------- | --------------------- | --------------- | ------------ | ----------- |
| Ruin                                                 | 2012                  | 08-09-2012            | tip38*          |              |             |